# Margaret Mannion
Margaret Mannion (5 de novembro de 1883 – 15 de maio de 1970) foi uma das sobreviventes do naufrágio do RMS Titanic. Natural de Loughanboy, vilarejo  de Ahascragh, Condado de Galway na Irlanda.

## A bordo doTitanic
Mannion partiu de Queenstown com seu noivo Martin Callaghan e a amiga Ellie Mockler e os amigos de Martin, Thomas Kilgannon e Thomas Smyth. Na tarde do terceiro dia da viagem inaugura do Titanic, Margaret e Ellie saíram para o área do convés destinada aos passageiros da terceira classe para tomar um ar. Estava muito frio e elas viram gelo e icebergs. Foram para sua cabine onde se vestiam para dormir "quando o navio fez uma curva muito  forte que jogou as duas no chão." às 23:40 h. Os motores pararam.

Margaret se levantou e correu para o corredor para ver o que estava acontecendo. Assim como muitos outros passageiros. De repente, se ouvir uma sirene muito alta e as pessoas começaram a entrar em pânico. Naquele momento, um som muito ruidoso abalou a embarcação. As duas garotas estavam em um estado terrível porque nem elas nem nenhum passageiro da terceira classe sabia o que estava acontecendo ... [elas] ficaram desesperadas quando a água começou a subir por seu pés. Os homens invadiram os corredores, seguidos pelas senhoras com suas roupas leves. Tendo retirado uma passagem bloqueada, eles deram de cara com marinheiros armados, mas eles os afastaram com o desejo frenético de chegar ao convés dos botes. Quando elas chegaram ao convés, os passageiros da segunda classe já estavam subindo nos botes salva-vidas. Os marinheiros não tiveram escolha a não ser deixá-las seguir.

Mannion teve sorte de pular no bote no último segundo. Ela não conseguiu ver nenhum de seus amigos. Ela vislumbrou Martin Callaghan se ajoelhando junto a um grupo de passageiros no convés, dizendo o Rosário. Um passageiro da primeira classe a ajudou dando-lhe um casaco de peles para abrandar o intenso frio até serem resgatados pelo RMS Carpathia. Callaghan, Smyth e Kilgannon morreram.
Ela posteriormente passou sete anos em Nova Iorque, retornando para a Irlanda em 1919. Em 1920, ela se casou com Martin Hopkins de Chapelfinnerty, Ahascragh. Em 1959, a família se mudou para Ganaveen, Clontuskert. Seus descendentes ainda vivem na paróquia.